# Douglas Engelbart
Douglas Carl Engelbart (n. 30 ianuarie 1925, Portland, Oregon, SUA – d. 2 iulie 2013, Atherton⁠(d), California, SUA) a fost un inventator american și un pionier al Internetului. Părinții săi au fost Carl Louis Engelbart și Gladys Charlotte Amelia Munson Engelbart. A devenit celebru prin invenția mausului (împreună cu Bill English). Ca pionier al interacțiunii om-calculator și lider al echipei care a inventat hipertextul și calculatoarele în rețea, a fost un precursor al interfeței grafice și un promotor al dezvoltării și utilizării rețelelor de calculatoare.
A obținut titlul de doctor la Universitatea Berkley din California, SUA.